# Barbecue Bob
Barbecue Bob, eg. Robert Hicks, född 11 september 1902 i Walnut Grove i Georgia, död 21 oktober 1931 i Lithonia i Georgia, var en amerikansk bluesmusiker. Barbecue Bob började spela på sexsträngad gitarr men bytte till en tolvsträngad efter att ha flyttat till Atlanta någon gång under 1923 eller 1924. Han kom strax därpå att bli en av de mest inflytelse- och framgångsrika bluesmusikerna på Atlantascenen.
Artistnamnet kom sig av att han jobbade som kock på Tidwell's Barbecue i Atlanta-förorten Buckhead när Columbia Records talangscout Dan Hornsby upptäckte honom och valde att göra kockjobbet till Hicks gimmick.
Hans första inspelning, "Barbecue Blues", gjordes mars 1927 och den sista i december 1930. Under den korta perioden hann han spela in 68 st "78-varvssidor", d.v.s. musikstycken, både som soloartist och medlem av gruppen The Georgia Cotton Pickers. Med 15 000 sålda exemplar blev "Barbecue Blues" Columbias dittills största hit.
Barbecue Bob Hicks dog 29 år gammal i lunginflammation orsakad av influensa.
Barbecue Bobs äldre bror Charles var också en bluesmusiker och spelade in skivor under namnet "Laughing" Charley Lincoln.